# أمنمحات الثاني
نب-كا-رع (بمعنى سيد «روح» رع) امن-م-حات الثاني هو الملك الثالث من ملوك الأسرة الثانية عشر، ووالده هو الملك سنوسرت الأول. وعلى الرغم من أن فترة حكمه أمتدت لتصل إلى 35 عاماً إلا أن عهده كان غامضاً فضلاً عن علاقاته العائلية. فيُقال أن فترة حكمه قد امتدت على الأقل لمدة 32 عام حيث أشرك أبنه الملك سنوسرت الثاني في الحكم خلال العام "32" من حكمه. وكان ذلك أوائل عام 1901 ق.م. ولا تُعرف متى كانت نهاية فترة حكمه بالضبط. ولم يكن كأبيه أو جده في النشاط الحربى أو المعمارى، فقد كانت الحالة الداخلية مطمئنة ويعمها الرخاء بفضل جهود من سبقوه. كما كانت له صلات صداقة ومودة بغيرة من أمراء سوريا وفلسطين وغيرهما. ويوجد مجموعة أبنية جنائزية لهذا الملك في دهشور، والمعبد الجنائزي كان مخربا بدرجة كبيرة وتوجد من بين أطلاله أحجار منقوشة من الحجر الجيري كان على بعضها اسم الملك أمن-م-حات الثاني  ومنها تأكدنا من نسبة الهرم إليه. وفي الجهة الغربية من الهرم، وداخل سوره الخارجي نجد مدفن زوجته ومدافن أربع من الأميرات.

## اسماءه
تحلى ملك مصر بعدد من الأسماء (في العادة 5 أسماء) تضم اسم الولادة (الشخصي)، واسمه كملك على الوجهين البحري والقبلي، والاسم المنتسب للإلاه حورس (الصقر) الحاكم على الأرض، واسم التتويج الذي يعبر عن علاقة الملك بالآلهة. وفي التالي نقدم تلك الأسماء الخاصة بالملك امنمحعت (آمون في المقدمة)الثاني، وعلاقته بالآلهة آمون ورع ومعات وحورس.وفي العرض التالي تُقرأ الحروف من اليسار إلى اليمين، بعكس ما كان يكتب الكاتب المصري القديم، فقد كان يكتب عادة من اليمين إلى اليسار.

## العائلة
لقد قدمت الإكتشافات الأثرية اسم والدة أمن-م-حات الثاني، حيث كان إسمها نفرو الثالثة، إلا أنها لم تقدم اسم والده. بيد أنه من الشائع إفتراض أبوية سلفه س-ن-وسرت الأول له. وربما كان البرهان على صحة هذا الإفتراض هو وجود توثيق قديم من مقبرة الحاكم أمنمحات الذي يحمل نفس إسمه المدفون في منطقة بني حسن. فهذا الحاكم الذي عاش تحت حكم الملك س-ن-وسرت الأول قد رافق «أميني ابن الملك» في حملة إلا بلاد النوبة، ويُعتقد أن هذا الأمير أميني لم يكن شخصاً آخر غير أمن-م-حات الثاني في شبابه.
إن هوية الأميرة زوجة الملك أمن-م-حات الثاني غير معروفة. فقد تم دفن العديد من نساء العائلة الملكية داخل مجمعه الهرمي إلا أن علاقتهم بالملك غير واضحة: فالأميرة كمي-نوب يجب أن يعود تاريخها إلى الأسرة الثالثة عشر، وربما «بنات الملك» الثلاثة اللاتي أسمائهن هي إيتا، وإيتا-ورت، وخنمت هن بنات أمن-م-حات، على الرغم من أن هذا الأمر ما زال يفتقر إلى وجود دليل حاسم يدل عليه. ومن المرجح أن يكون خليفته س-ن-وسرت الثاني هو إبنه، على الرغم من أن هذا الأمر لم يتم ذكره صراحةً على الإطلاق في أي مكان. والأطفال الآخرون كانوا هم الأمير أمن-م-حات-عنخ، والأميرة نفرت الثانية، والأميرة خنمت-نفر-حجت (من المرجح أنها نفس شخصية حنمت-نفر-حجت الأولى)؛ وأصبحتا هاتين السيدتين زوجات أخوهم المزعوم س-ن-وسرت الثاني.

## فترة حكمه

### الإرتقاء إلى العرش

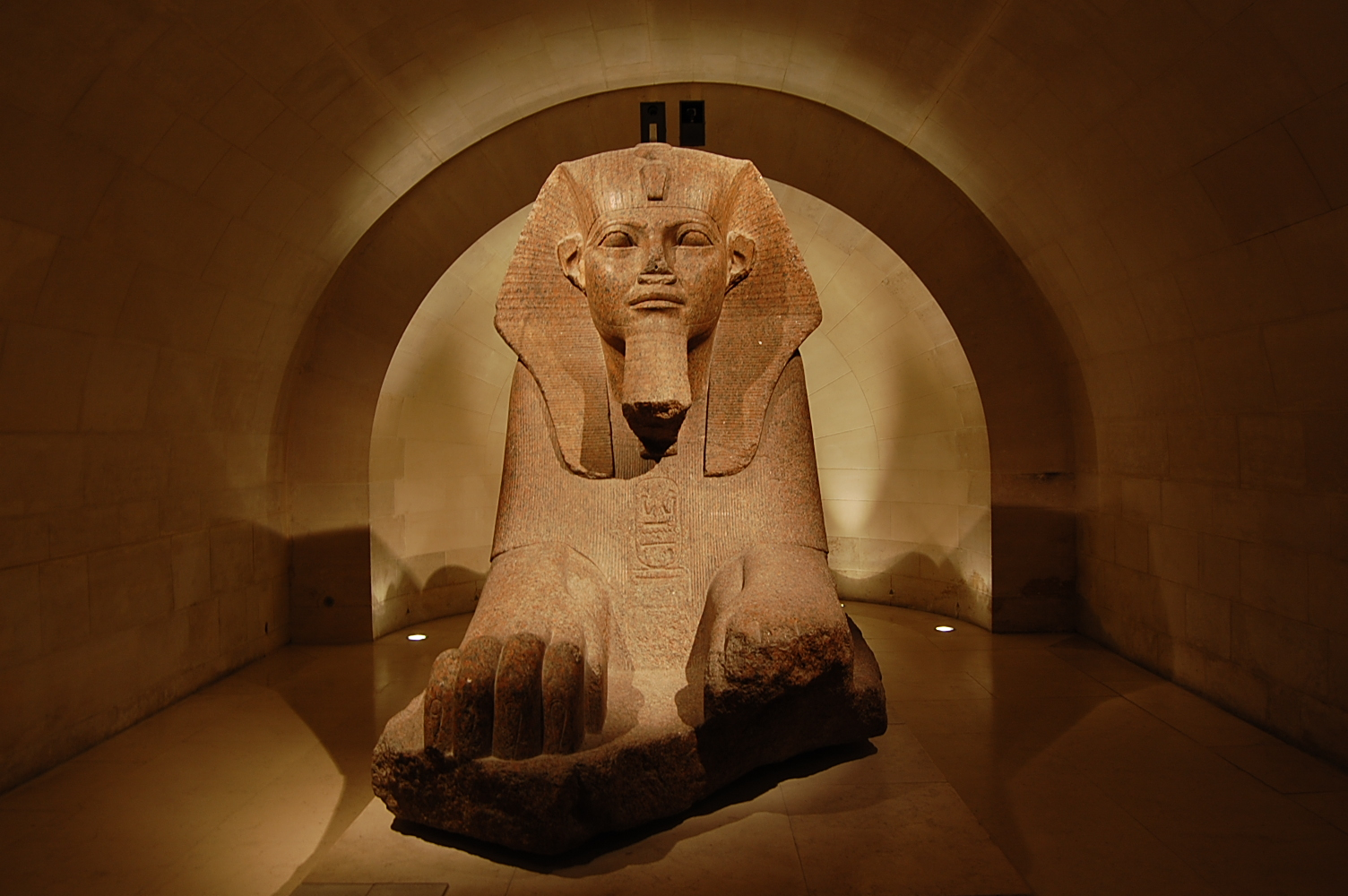
أمن-م-حات الثاني على هيئة أبو الهول، عثر عليه في تانيس. وهو موجود الآن في متحف اللوفر، A23

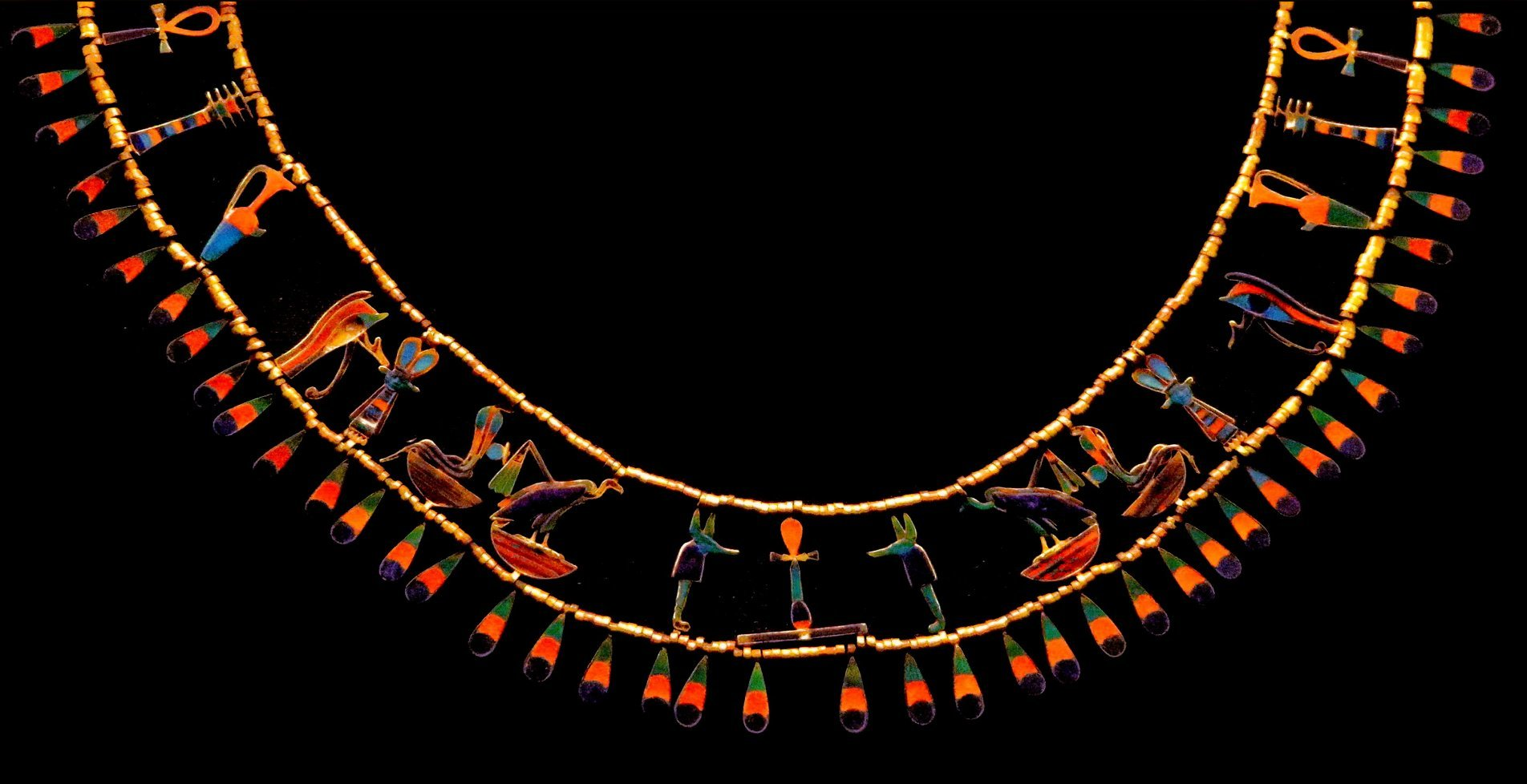
قلادة الأميرة خنمت، ابنة الملك أمن-م-حات الثاني

كان يُعتقد في الماضي أن أمن-م-حات الثاني له فترة حكم مشتركة مع سلفه س-ن-وسرت الأول. وهذه الفرضية مبنية على لوحة بها تاريخ مزدوج ترجع إلى أحد المسئولين يُدعى وب-واوت. وتم العثور على هذه اللوحة في معبد بتاح في منف عاصمة مصر القديمة بالقرب من الفيوم، وهي موجودة الآن في المتحف الوطني للآثار بهولندا تحت رقم V4. فاللوحة تحمل العام الرابع والأربعين من حكم الملك س-ن-وسرت الأول والعام الثاني من حكم الملك أمن-م-حات الثاني. أما الآن فمن غير المرجح وجود مثل هذا الحكم المشترك، والمعنى المقصود من التاريخ المذكور على اللوحة هو الفترة الزمنية التي تحمَّل فيها وب-واوت المسئولية، وهذه الفترة إمتدت من العام الرابع والأربعين من حكم الملك س-ن-وسرت الأول إلى العام الثاني من حكم الملك أمن-م-حات الثاني.

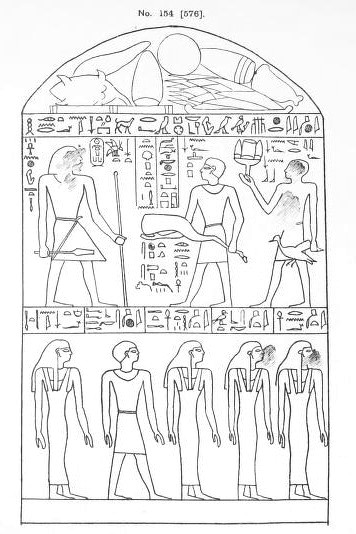
لوحة المشرف على الغرفة سن-إيت-ف، الذي قاد أعمال البناء في "المعبد الأول". اللوحة يظهر فيها الخدم و هم يُحضرون القرابين غلى تمثال أمن-م-حات الثاني (الموجود أعلى يسار اللوحة)، المتحف البريطاني، EA 576.

### رواية العهد
إن أهم سجل من سجلات الأعمال التي قام بها أمن-م-حات الثاني في بداية حكمه هي الموجودة على بقايا ما يطلق عليه حوليات أمن-م-حات الثاني والتي تم الكشف عنها في منف (تم إعادة إستخدامها خلال الأسرة التاسعة عشر). وهي تنص على سجلات التبرع إلى المعابد، وأحيانا على الأحداث السياسية. ومن بين الأحداث السياسية نجد ذكر لحملة عسكرية داخل قارة أسيا تم فيها تدمير مدينتين - لؤي ولاسي - ما يزال غير معروف موقعهما، ومجيئ حاملي الجزية من آسيا وبلاد كوش. كما تم التعرف على العديد من الحملات المخصصة للتنقيب عن المعادن تحت حكم الملك إمن-م-حات الثاني: على أقل تقدير ثلاثة حملات إلى سيناء، وحملة إلى وادي الجواسيس (العام 28) وحملة للبحث عن حجر الجمشت في وادي الهودي. ومن المعروف عنه أنه قد أمر بأعمال إنشائية في هليوبوليس (عين شمس)، وهيراكليوبوليس (أهناسيا)، ومنف، وشرق الدلتا، وإعادة بناء معبد مدمر في هرموبوليس (الأشمونين). كما توجد بعض الإشارات إلى عملية إنشاء «المعبد الأول» إلا أن ذلك الأمر ما يزال غامضاً. ونجد أن أشهر ما تم العثور عليه من آثار مرتبطة بالملك أمن-م-حات الثاني هو تمثال تانيس لأبو الهول الكبير (متحف اللوفر A23)، وهو تمثال قام العديد من الملوك المصريين بإغتصابه لأنفسهم فيما بعد. كما تم وضع إسمه على خزائن تحتوي على قطع فضية تم العثور عليها تحت معبد منتو بالطود: جدير بالذكر أن كثيراً من هذه القطع هي من صنع منطقة بحر إيجة، مما يدل على التواصل الموجود في الدولة الوسطى بين الحضارة المصرية والحضارات الأجنبية. والعديد من اللوحات الخاصة تحمل خراطيش الملك أمن-م-حات الثاني وأحياناً سنوات حكمه، إلا أنها لا تساهم كثيراً في أعطاء معلومات حول الأحداث التي تمت خلال فترة حكمه.

### مسئولين البلاط الملكي
أن بعض أعضاء البلاط الملكي للملك أمن-م-حات الثاني معروفين. فسنوسرت كان هو الوزير الملكي في بداية حكمه، وتولى أميني هذا المنصب من بعده، وعلى الأرجح أن سا-إسي قد تولى نفس المنصب في وقت لاحق. وسا-إسي كان يتمتع بحياه مهنية رائعة، وقد سبق له أيضاً تولى منصبي أمين الخزانة والمدير السامي لممتلكات القصر الملكي قبل توليه الوزارة. وبالإضافة إلى سا-إسي فقد تولى آخرون منصب أمين الخزانة، يُعرف منهم رحو-ر-جر-سن ومري-كاو. وقد تم دفن «المشرف على البوابة» خنتي-خيتي-ور بالقرب من هرم الملك. وكان «المشرف على الحجرة» سنفرو وسن-إت-ف، والكاتب الملكي والأمير الوراثي (إري-بعت) سا-مونت من المسئولين الأخرين المعروفين. ومن أكبر المشرفين على القوات العسكرية نجد أحد الشخصيات التي تدعى أميني وترجع على الأرجح إلى فترة حكم الملك أمن-م-حات الثاني.

### الخلافة
لقد إشترك كلا من أمن-م-حات الثاني وخليفته س-ن-وسرت الثاني فترة حكم مشتركة قصيرة، وهي فترة الحكم الوحيدة التي لا جدال في صحتها خلال الدولة الوسطى بأكملها. فلوحة هابو الموجودة على جزيرة كنوسو (شمال شرق جزيرة أجيليكا) تنص بوضوح على أن هذين الملكين قد حكما معاً لفترة وجيزة، وأن العام الثالث من حكم س-ن-وسرت الثاني يعادل العام الخامس والثلاثين من حكم أمن-م-حات الثاني، وذلك على خلاف معظم المعالم الأثرية ذات التواريخ المزدوجة. كما أن العام الخامس والثلاثين المُشار إليه على لوحة هابو هو أيضاً اعلى تاريخ معروف لهذا الملك.

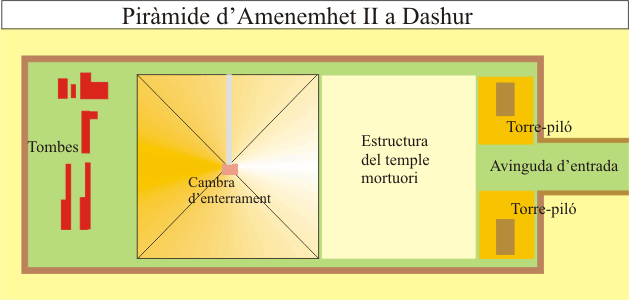
مخطط المجمع الهرمي للملك أمن-م-حات الثاني بدهشور

## القبر
لقد إختار أمن-م-حاتل الثاني دهشور لتكون موقع بناء الهرم، وذلك على خلاف أبيه وجده الذي قاموا ببناء أهراماتهم في اللشت. ومنطقة دهشور تقع على مسافة خمسة أميال جنوبي سقارة وعلى مسافة عشرة أميال شمالي اللشت. وجدير بالذكر أن دهشور لم يتم إستخدامها كجبانة ملكية منذ زمن الملك سنفرو صاحب الهرم الأحمر (الأسرة الرابعة). وكان يطلق على هرم أمن-م-حات الثاني في الأصل اسم أمينو-سخم، إلا أنه يُعرف اليوم باسم الهرم الأبيض. وهذا الهرم محفوظ ومكتشف وهو في حالة رديئة، فهو حالياً ليس أكثر من كومة من ركام الحجر الجيري، وذلك هو السبب في تسميته بالهرم الأبيض. وكان قلب الهرم مبنيٍّا من الطوب اللبن الذي يغطيه كساء من الحجر الجيري وأحيط بردهة ذات أسوار، وأطلق عليه اسم خرب. وكان يطلق على المعبد الجنزي المجاور له اسم جفا-أمنمحات. وتم دفن العديد من الأشخاص داخل هذا المجمع الهرمي، الذين تم إعادة إكتشاف مقابرهم عن طريق عالم الآثار جاك دي مورغان في عام 1894/5: تم العثور على مقابر الأميرات الثلاثة المذكورين أعلاه (إيتا، وإيتا-ورت، وخنمت) لم يطالها يد العابثين، ومازالت تحتوي على مجوهراتهن الجميلة. كما تم أيضاً العثور على مقابر السيدة سات-حات-حور-مريت، وأمين الخزانة أمن-حتب، والملكة كمي-نوب؛ إلا أن المقبرتين الأخيرتين كانتا على النقيض من مقابر الأميرات الثلاثة، فقد تم نهبهما في العصور القديمة، وتم تأريخهما للأسرة الثالثة عشر التي ظهرت من بعدهما.

## وصلات خارجية
- Amenemhat (II) Nubkaure (1914-1879/76 BCE)
- Ancient-Egypt.org